# المنذر بن محمد
أبو الحكم المنذر بن محمد (229 هـ/844م - 275 هـ/888م) سادس أمراء الدولة الأموية في الأندلس. حكم الأندلس لعامين خلفًا لوالده الأمير محمد بن عبد الرحمن، وتوفي وهو يحاصر عمر بن حفصون في ببشتر.

## نشأته
ولد المنذر للأمير محمد بن عبد الرحمن عام 229 هـ من جاريته أثل، لسبع شهور. كان والده يؤثره، ويعتمد عليه في الحملات العسكرية منذ صغره، فبعثه في عام 242 هـ، في جيش لحصار الثائرين في طليطلة.
وفي عام 260 هـ، أخرجه أبوه مع القائد هاشم بن عبد العزيز إلى سرقسطة، فأخضعا تمردها. وفي عام 262 هـ، بعثه لقتال عبد الرحمن بن مروان الجليقي. وفي عام 263 هـ، أرسله الأمير محمد مرة ثانية لقتال ابن مروان، ففر منه ابن مروان، ولجأ إلى ألفونسو الثالث ملك أستورياس. وفي عام 264 هـ، أرسله أباه إلى سرقسطة وتطيلة، لقتال بني قسي، فهزمهم. وفي عام 273 هـ، وبينما هو محاصر لبعض الثائرين في كورة رية، أتاه خبر وفاة الأمير محمد بن عبد الرحمن. فعاد إلى قرطبة، وبويع بالإمارة في 8 ربيع الأول من عام 273 هـ.

## عهده
عندما علم عمر بن حفصون بوفاة الأمير محمد، ومبايعة ابنه المنذر، راسل أصحاب الحصون في كور إلبيرة وجيان فأطاعوه، فعمّت بذلك الثورة في مناطق واسعة من شرق الأندلس. وقد أرسل لهم المنذر بعض الحملات التي حققت بعض الانتصارات العسكرية، إلا أنها لم تنهي تلك الثورة. في نفس العام، أمر المنذر محمد بن لب القسوي بغزو ألبة والقلاع، فعاد منها غانمًا.
وفي عام 274 هـ، خرج المنذر بنفسه لقتال ابن حفصون، فبدأ بافتتاح الحصون التي والت ابن حفصون، فأضعف بذلك من قوة ابن حفصون، ثم سار إلى ابن حفصون، فحاصره وضيّق عليه. فلجأ ابن حفصون إلى الحيلة، فأوهم الأمير بنواياه للصلح، فقبل بذلك المنذر على أن ينزل ابن حفصون بأهله وعياله إلى قرطبة. حينئذ، طلب ابن حفصون مائة بغل من الأمير لينقل عليها أهله وعياله، فوافقه الأمير وأرسل معها مائة وخمسين فارسًا لحمايتها، وفك الأمير حصاره. وبينما هو في طريق عودته إلى قرطبة وثب ابن حفصون برجاله على الفرسان وانتهب البغال. فعاد الأمير من فوره، وحاصره مجددًا. وبينما هو في الحصار، إذ فاجئته علة، فأرسل لأخيه عبد الله ينيبه مكانه، ولم تمض فترة قصيرة حتى وافته منيته.

## وفاته وأولاده
توفي المنذر في غزاة له على ببشتر في 15 صفر 275 هـ، وصلى عليه أخوه عبد الله، ودفن بقصر قرطبة. ووَلَدُ المنذرِ: ثمانيةُ رجال، وخمسُ بنات.

## وصفه وشخصيته
كان المنذر أسمر، جعد الشعر، بوجهه أثر الجدري، ويخضب بالحناء. وقد قال عنه ابن عذاري: «ولم يكن أحد من الخلفاء قبله مثله شجاعة وصرامة وحزمًا وعزمًا.» كما كان محبًا لأخوته مكرمًا لهم، وكان يجزل العطاء للشعراء. وكان نقش خاتمه: «المنذر بقضاء الله راض.»